# Grčenica, Gameljščica
Gračenica je potok, ki svoje vode nabira na hribu zahodno od naselja Skaručna pri Ljubljani. Kot desni pritok se mu pridruži potok Mlake. Gračenica se v bližini naselja Zgornje Gameljne (med hriboma Šmarna gora in Rašica) steka v strugo Gameljščice - ta pa se nedaleč od tod kot levi pritok izliva v reko Savo.